# Acanthostracion polygonius
Acanthostacion polygonius (também conhecido como peixe-cofre-colmeia) é uma espécie de peixe, pertence ao gênero Acanthostracion. Este peixe-cofre pertence a um grupo avançado que perdeu a forma de torpedo hidrodinâmica do corpo. A armadura rígida que cobre o corpo dificulta os movimentos, mas as barbatanas permitem-lhe «pairar na água».
Os machos podem atingir 50 cm de comprimento total.
A espécie pode ser encontrada desde Nova Jersey (Estados Unidos) e Bermudas até o Brasil, incluindo o Mar do Caribe e as Antilhas; exceto no Golfo do México.